# NGC 6278
NGC 6278 ist eine 12,6 mag helle linsenförmige Galaxie vom Hubble-Typ S0 im Sternbild Herkules am Nordsternhimmel. Sie ist schätzungsweise 133 Millionen Lichtjahre von der Milchstraße entfernt und hat einen Durchmesser von etwa 80.000 Lichtjahren.  Gemeinsam mit NGC 6276 bildet sie das gravitativ gebundene Galaxienpaar Holm 765 und ist das hellste Mitglied der kleinen NGC 6278-Gruppe (LGG 409).
Das Objekt wurde am 15. Mai 1784 von Wilhelm Herschel mit einem 18,7-Zoll-Spiegelteleskop entdeckt, der sie dabei mit „vF, stellar, verified with 240 power“ beschrieb.

## NGC 6278-Gruppe (LGG 409)
| Galaxie   | Alternativname | Entfernung / Mio. Lj |
| --------- | -------------- | -------------------- |
| NGC 6267  | PGC 59340      | 133                  |
| NGC 6278  | PGC 59426      | 139                  |
| PGC 59408 | UGC 10650      | 139                  |